# Kontenwechsel
Mit Kontenwechsel wird ein Wechsel des Girokontos bezeichnet.

## Rechtsgrundlagen
Ein Kontenwechsel galt in der Vergangenheit als sehr umständlich, da Daueraufträge, Lastschriftmandate und Kundenkonten bspw. bei Versandhäusern händisch auf das neue Konto umgestellt werden mussten. Seit Inkrafttreten der neuen Zahlungsdiensterichtlinie der EU zum 18. September 2016 (PSD2) sind Banken verpflichtet, den Kunden beim Kontenwechsel zu unterstützen. Diese Vorschrift wurde in Deutschland als §§ 20ff des Zahlungskontengesetzes in nationales Recht umgesetzt.
Sofern der Kunde die aufnehmende Bank schriftlich (§ 21 ZKG) hiermit beauftragt, hat diese Bank innerhalb von zwei Bankgeschäftstagen bei der abgebenden Bank folgende Informationen einzuholen:
- Informationen über sämtliche bestehenden Daueraufträge und Lastschriftmandate
- Informationen über alle weiteren Gut- und Lastschriften der letzten 13 Monate

Die aufnehmende Bank hat der abgebenden Bank auf Wunsch des Kunden ein Datum mitzuteilen, ab dem das Konto für weitere Verfügungen gesperrt wird, der Restsaldo auf das neue Konto übertragen wird und das Konto letztlich aufgelöst wird.
Für die Erteilung der Auskunft hat die abgebende Bank fünf Bankgeschäftstage Zeit. Innerhalb von weiteren fünf Bankgeschäftstagen muss die aufnehmende Bank die Daueraufträge und Lastschriftmandate auf das neue Konto umstellen sowie die Kontoinhaber, die bisher Last- und Gutschriften auf das bisherige Konto ausgeführt haben, über die neue Bankverbindung informieren.
Führen die beteiligten Banken die Kontenwechselhilfe nur unzureichend aus und entsteht dem Verbraucher hierdurch ein finanzieller Schaden, haften die Banken als Gesamtschuldner (§ 25 ZKG).
Die Kontenwechselhilfe ist gesetzlich ausgeschlossen, sofern eine der beteiligten Banken ihren Sitz nicht im Inland hat oder das Konto in einer anderen Währung als Euro geführt wird (§ 20 Abs. 2 ZKG). Sie ist ferner ausgeschlossen, sofern das abgebende Konto im Soll geführt wird.
Für die Durchführung der gesetzlichen Kontowechselhilfe darf die Bank eine Gebühr erheben; die Vereinbarung einer Vertragsstrafe ist ausgeschlossen. (§ 26 ZKG)
Die gesetzliche Kontenwechselhilfe ist nicht zu verwechseln mit dem sogenannten Kontowechselservice, den viele Banken auf freiwilliger Basis anbieten.